# Dial·laga
Dial·laga (del grec diallagḗ, ‘canvi’, a causa del clivatge diferent) o pseudohiperstena és qualsevol dels piroxens que tenen separacions paral·leles i ben desenvolupades, usualment reblertes de magnetita o ilmenita, és a dir augita o diòpsid. La dial·laga sol ser de color verd fosc o verd bronze (per la presència d'alumini i ferro) i sovint es troba en forma de cristalls grossos que envolten l'olivina en roques bàsiques a ultrabàsiques com ara els gabres o les peridotites. El terme dial·laga pot emprar-se en referència a una varietat del diòpsid, la qual ha estat alterada per un reemplaçament apreciable per alumini i altres ions metàl·lics trivalents. La seva fórmula com a varietat de diòpsid és CaMgSi₂O₆ i el terme va ser emprat per primer cop per Rene Just Haüy l'any 1801.